# 罗伯托·多纳多尼
罗伯托·多纳多尼（義大利語：Roberto Donadoni，1963年9月9日—），出生於意大利倫巴第，意大利足球傳奇巨星之一。意大利足球教練及前意大利國腳。效力AC米蘭期間被譽為1980年代末至1990年代初歐洲最優秀边锋之一，1996年遠赴美國職業足球大聯盟加盟紐約大都會簽約兩年，成為1990年代開拓美國足球的其中一位先驅者。
2006年7月13日，意大利足球總會正式委任多纳多尼為新任意大利國家足球隊主教練，接替剛協助國家隊奪得2006年世界盃足球賽冠軍主教練納比。2008年6月27日，意大利足球總會宣布與鄧納東尼解約。其後出任拿玻里主帥，半年後被辭退。於2010年11月執教意甲護級份子卡利亞里。

## 球員生涯

### 阿特蘭大及AC米蘭
鄧納東尼始於1982年的乙組球會阿特蘭大展開球員生涯，1984年9月16日在主場對國際米蘭時首度在意甲聯賽上陣，該場比賽以一比一打和；在隊中渡過4個球季期間，阿特蘭大以主場不敗之態奪得意乙聯賽冠軍得以升上甲組。1986年獲班霸AC米蘭垂青轉會他投，鄧納東尼雖然個子矮小但擁有腳法秀麗以及不俗的助攻能力，加盟後迅即成為隊中主力成員，通常獲被安排在左翼位置，多年協助球隊取得囊括多項頂級賽事冠軍，包括五項意大利甲組聯賽冠軍、三屆歐洲超霸盃冠軍、三屆歐洲聯賽冠軍盃冠軍及兩屆洲際盃冠軍等，被譽為當時歐洲最優秀翼鋒之一。

### 遠征美國
1996年鄧納東尼決定離開效力達十年的AC米蘭，昂然遠征美國加盟職業足球大聯盟球會紐約大都會，以當時來說足球運動在美國發展仍未成熟，獲得這些著名的歐洲球員加盟亦屬少數，間接地他推動美國足球的發展。他在美國仍然發揮出當年的拼勁，效力首季獲聯盟入選為1996年聯賽最佳11人；在短短一年半間，上陣49場比賽射入6個入球，可惜紐約大都會認為鄧納東尼未能為球隊帶來佳績而提前解約。

### 重返AC米蘭
意興闌珊的他最終決定重返AC米蘭，年屆34歲的鄧納東尼多數被安排後備球員，翌年球會奪得第十六個意甲聯賽冠軍之時，AC米蘭為表揚他過往對球隊的重大貢獻獲頒發終身成就獎。總結他效力AC米蘭的十二年間，在聯賽上陣285場射入18球取得五屆甲組聯賽冠軍，是球會歷史上奪得意甲聯賽冠軍第四多的球員（僅次於、保罗·马尔蒂尼及）。他離隊後一度短暫地效力沙地阿拉伯球會艾伊蒂哈德。

### 國家隊生涯
鄧納東尼於1986年10月8日首次為意大利國家足球隊上陣，當時以2比0主場擊敗希臘，緊接著在歐洲國家盃外圍賽對瑞士取得國家隊首個的入球。2年後獲國家隊徵召出戰1988年歐洲國家盃，可惜準決賽階段被蘇聯0比2淘汰。由於獲當時國家隊教練重用，他漸漸成為意大利國家隊90年代初的主力球員，稍後鄧納東尼分別出席過1990年世界盃及1994年世界盃，當中1990年世界盃意大利四強面對阿根廷時，雙方進入十二碼階段，鄧納東尼由於在第四輪十二碼被對方門將（Sergio Goycochea）撲出而敗於阿根廷，導致意大利無法以主辦國身分出線當屆世界盃決賽，後來意大利成為第二個季軍東道主，僅次於28年前之智利。1996年歐洲國家盃沙基意外地放棄羅拔圖巴治奧反而徵召當時年屆33歲的鄧納東尼，最終他在分組賽迎戰德國時成為最後一次為國家隊上陣。總結鄧納東尼在意大利國家隊的十年間上陣63場射入5球。

## 領隊生涯
結束球員生涯後兩年，2001年得到意大利丙組一級球會萊切委任為領隊。在鄧納東尼帶領下，該季球隊以第十位完成聯賽；翌年則轉投上季丙組一級聯賽冠軍利禾奴；2003年再轉往熱那亞執教；2005年再度重返利禾奴。2005-06年意甲聯賽鄧納東尼一鳴驚人，替利禾奴取得第六名佳績，不過利禾奴主席斯皮內里（Aldo Spinelli）一度公開批評鄧納東尼戰術混亂。
2006年7月9日，意大利第四度奪得世界盃。當時主教練納比在奪冠後辭職。同年7月13日，意大利足球總會公佈委任鄧納東尼為新任意大利國家隊主教練，其首要目標為帶領該支世界盃冠軍隊出線2008年歐洲國家盃外圍賽。可惜鄧納東尼在上任後出帥不利，執教首場友賽對克羅地亞以0-2落敗。意大利在2008年歐洲國家盃外圍賽首場意外地與立陶宛賽和1-1，及後於作客被法國以1-2擊潰。該三場比賽令鄧納東尼成為首位意大利國家隊領隊在執教首三場國際賽從未勝出一場。不過他最終仍然帶領意大利幸運地成功取得了2008年歐洲國家盃入場券，外圍賽成績並且壓過同組對手法國成為小組首位。
2009年3月10日，意甲拿玻里宣布多纳多尼为球队新任主教练，但僅執教了7個月，於10月6日因成績未符理想被辭退。2010年11月16日鄧納東尼加盟意甲球會卡利亞里，簽約兩年，接手時球隊位處聯賽榜第17位。
2012年1月，多纳多尼接手意甲排名第15名、濒临保级的帕尔马，当赛季获得联赛第8名，2013/14赛季率帕尔马创造联赛17轮不败纪录、获欧联杯参赛资格；2015年10月，多纳多尼再度临危受命，接手前10轮仅积6分、排名意甲倒数第2的升班马博洛尼亚，最终提前4轮保级成功，此后连续两个赛季带领博洛尼亚确保了意甲资格。
2019年7月30日，深圳佳兆业宣布聘请多纳多尼担任球队主教练。2020年8月，深足官方宣布多纳多尼卸任。

## 榮譽
- 意大利甲組聯賽冠軍：5次（1987/88，1991/92，1992/93，1993/94，1995/96）
- 意大利超級盃冠軍：4次（1988年，1992年，1993年，1994年）
- 歐洲超霸盃冠軍：3次（1989年，1990年，1994年）
- 歐洲聯賽冠軍盃冠軍：3次（1988/89，1989/90，1993/94）
- 洲際盃冠軍：2次（1989年，1990年）